# Tugarinovia mongolica
Tugarinovia mongolica es la única especie actualmente aceptada del género Tugarinovia, perteneciente a la familia de plantas con flores Asteraceae. Tiene el aspecto de un "Cardo" enano y es endémico de Mongolia.

## Descripción
Es una planta herbácea perenne, dioica y carecente de verdadera tallo aéreo. En su lugar, la raíz principal es coronada por un grueso y corto tronco aéreo leñoso de 6-7 cm de diámetro y densamente cubierto por los restos de peciolos lanudos de las hojas muertas. Dichos peciolos, de 1,5-7 cm de largo, tienen la parte basal con indumento sedoso-lanudo largo y denso, mientras el limbo de la hoja es elíptico-oblongo, de 3-15 por 1-4cm, pinnatipartida o pinnatilobulada, con la haz como el envés lanudos o aracneosos. Los segmentos de dicho limbo foliar son anchos y cortos, con dientes de ápice espinoso. Los escapos florales son solitarios o poco numerosos, erectos o decumbentes, no ramificados, sin hojas y densamente lanudos. El involucro, centimétrico, ob-cónico a obovoideo, tiene brácteas externas similares a la hojas y las internas más pequeñas, gradualmente más linear-lanceolados, de margen entero o ciliado y con espinilla amarilla apical. Los capítulos masculinos son centimétricos y los femeninos bi-centimétricos. Las corolas, pentameras, son de color blanco, de 0,5-1cm; el estilo es distalmente inflado y tiene 4 ramas más o menos divergentes y las anteras de los estambres de las flores masculinas son de color rosado a púrpura pálido. Las cipselas son de forma oblonga, centimétricas, densamente sericeo-villosas con doble vilano de color blanco sucio, el interior de cerdas escábridas de hasta 1,5cm de largo y el exterior de cortos pelos finos tortuosos.

## Distribución
El género es endémico de Mongolia, en China continental. Crece en pequeños grupos en estepas desérticas, laderas pedregosas y pendientes arenosas en altitudes de 800-1500 m.

## Taxonomía
Tugarinovia mongolica fue descrito por Modest Mikhailovic Iljin y publicado en Journal of Botany, British and Foreign 66: 141. 1928.
Variedades
- Tugarinovia mongolica var. ovatifolia Ling & Ma, Fl. Reipubl. Popularis Sin., 75, p. 248, 1979 - Hojas ovaladas.[3]